# 佩赫切沃
佩赫切沃是北馬其頓佩赫切沃市鎮内的城镇及其行政中心。

## 外部連結
- Official website